# Podoscirtinae
Sous-famille
Les Podoscirtinae sont une sous-famille d'Orthoptera de la famille des Gryllidae.
Elle forme un groupe avec les Euscyrtinae Gorochov 1985, les Hapithinae Gorochov 1986 et les Pentacentrinae Saussure 1878.

## Liste des genres
Selon Orthoptera Species File (27 mars 2010) :
- Aphonoidini Gorochov 1986
  - Aphasius Saussure, 1878
  - Aphonoides Chopard, 1940
  - Brevimunda Gorochov, 2007
  - Corixogryllus Bolívar, 1900
  - Deinutona Gorochov, 2008
  - Dinomunda Gorochov, 2007
  - Exomunda Gorochov, 2007
  - Furcimunda Gorochov, 2007
  - Mistshenkoana Gorochov, 1990
  - Munda Stål, 1877
  - Paputona Gorochov, 2008
  - Protomunda Gorochov, 2007
  - Pseudounka Gorochov, 2008
  - Umbulgaria Otte & Alexander, 1983
  -  Unka Otte & Alexander, 1983
  - Zamunda Gorochov, 2007
- Aphonomorphini Desutter-Grandcolas 1987
  - Aphonomorphus Rehn, 1903
  - Eneopteroides Chopard, 1956
  - Euaphonus Hebard, 1928
  - Paraphonus Hebard, 1928
- Podoscirtini Saussure 1878
  - Abaxitrella Gorochov, 2002
  - Acrophonus Bolívar, 1910
  - Afrotruljalia Gorochov, 2005
  - Allotrella Gorochov, 2006
  - Anaudus Saussure, 1874
  - Anisotrypus Saussure, 1878
  - Atrella Gorochov, 2003
  - Atruljalia Gorochov, 1988
  - Calscirtus Otte, 1987
  - Chremon Rehn, 1930
  - Cylindrogryllus Saussure, 1878
  - Depressotrella Gorochov, 2005
  - Dolichogryllus Bolívar, 1910
  - Ectotrypa Saussure, 1874
  - Eumadasumma Chopard, 1934
  - Eupodoscirtus Gorochov, 2004
  - Fryerius Uvarov, 1940
  - Furcitrella Gorochov, 2002
  - Gryllaphonus Chopard, 1951
  - Hemiphonoides Chopard, 1951
  - Hemiphonus Saussure, 1878
  - Hemitrella Gorochov, 2003
  - Hemitruljalia Gorochov, 2005
  - Heterecous Saussure, 1897
  - Homalotrypus Brancsik, 1894
  - Idiotrella Gorochov, 2002
  - Indotrella Gorochov, 2003
  - Insulascirtus Otte & Rentz, 1985
  - Kilimagryllus Sjöstedt, 1909
  - Madasumma Walker, 1869
  - Malgasotrella Gorochov, 2004
  - Matuanus Gorochov, 1986
  - Mnesibulus Stål, 1877
  - Neozvenella Gorochov, 2004
  - Nessa Walker, 1869
  - Noctitrella Gorochov, 1990
  - Ombrotrella Gorochov, 2006
  - Pachyaphonus Chopard, 1954
  - Parametrypa Brunner von Wattenwyl, 1873
  - Paranaudus Saussure, 1878
  - Phyllogryllus Saussure, 1878
  - Phyllotrella Gorochov, 1988
  - Podoscirtodes Chopard, 1956
  - Podoscirtus Serville, 1838
  - Poliotrella Gorochov, 1988
  - Posus Bolívar, 1890
  - Prozvenella Gorochov, 2002
  - Pseudomadasumma Shiraki, 1930
  - Pseudotruljalia Gorochov, 2005
  - Riatina Otte & Alexander, 1983
  - Rupilius Stål, 1876
  - Scepastus Gerstaecker, 1863
  - Sonotrella Gorochov, 1988
  - Spinotrella Gorochov, 2004
  - Stenaphonus Saussure, 1878
  - Stenogryllus Saussure, 1878
  - Stenotrella Gorochov, 2005
  - Tamborina Otte & Alexander, 1983
  - Trelleora Gorochov, 1988
  - Truljalia Gorochov, 1985
  - Ultratrella Gorochov, 2004
  - Valiatrella Gorochov, 2005
  - Varitrella Gorochov, 2003
  - Zvenella Gorochov, 1988
  - Zvenellomorpha Gorochov, 2004
- tribu indéterminée
  - Adenopterus Chopard, 1951
  - Selvagryllus Otte, 2006
  - †Allopterites Cockerell, 1926
  - †Eneopterotrypus Zeuner, 1937

## Référence
- Saussure, 1878 : Mélanges Orthoptérologiques. Fasc. VI. Gryllides. Mémoires de la Société de Physique et d'Histoire Naturelle de Genève, vol. 25, n. 2, p. 369-702.